# Валентин Веґревіль
Отець Валентин Веґревіль (фр. Valentin Végréville, 17 вересня 1829, Шатр-ла-Форе — 9 липня 1903, Сент-Альберт) — католицький місіонер до Канади.

## Життєпис
Валентин Веґревіль народився у Шатр-ла-Форе у Франції 17 вересня 1829 у родині Жака Веґревіля і Мадлен Ферран. Закінчив колегію Еврон та три роки теології у семінарії Ле-Мана, під час чого вступив до новіціату у Нотр-Дам де л'Осьє, склав обіти 23 квітня 1851 та був висвячений 27 березня 1852. Після ще одного року в семінарії Марселя був скерований місіонером до Колонії Ред-Рівер.
До Канади о. Веґревіль вирушив з Ґавра разом із супутниками Рене Рема та Алексісом Райнаром. Він перезимував у монастирі в Сен-Боніфас, потім вирушив до Іль-а-ля-Крос у Саскачевані (1853—1857), ще одну зиму 1857—1858 провів у Сен-Боніфас, служачи у Сен-Шарль у Вінніпеґу, а тоді повернувся ще на два роки до Іль-а-ля-Крос (1858—1860), відвідавши Портаж-ла-Лош (1859—1860) Лак-Карібу (1858, 1860) та Лак-Брошет (1860, 1864). Він був ректором колегіуму в Сен-Боніфас (1864—1865), а потім поїхав до Лак-ла-Біше в Альберті (1865—1874). Звідти він мандрував до Форт-Пітт (1865) та Карлтона (1869), і потім два роки жив у Сент-Альберті (1874—1875).
У 1875—1877 його вислали для проповідництва поміж племенами місцевих народів стоні, яке він провадив, заснувавши парафію Ламоро (Форт-Саскачеван в Альберті) (1877—1878), а відтак повернувся до Лак-Сен-Енн (1878—1880). Потім на 5 років його вислали до Сен-Лоран-де-Ґрандін, звідки він заснував місії Сен-Ежен-де-Карлтон (1880), Батош (1881), Сен-Енн-де-Прінс-Альбер (1882), Сен-Луї-де-Ланжевен (1882), місію в Дак-Лейк (1884—1885) та в інших місцях.
У 1885 році з ним трапилась пригода, коли місцеві метиси, піднявши повстання, захопили його та інших у полон, звідки він повернувся до Сен-Альберта (1885—1889), звідки він заснував Сен-Крістоф (1885). Будучи кілька місяців проповідником у Сен-Йоахім (1889—1890), він знов повернувся до Сен-Альберта (1890—1897), де олпікувався місією Ламоро (1890—1891). Після двох років у Лак-Сен-Енн (1897—1899) і Стоні-Плейн в Альберті (1899), останні роки він провів у Вінтерберні (1899—1903).

## Підсумки і спадок
Протягом 50 років свого служіння, о. Веґревіль постійно подорожував, часто міняючи місця проживання за вказівкою церковної адміністрації. Він заснував численні місії, окремі з яких переросли в населені пункти, інші занепали. Він доволі добре орієнтувався в мовах перших націй, і навіть писав цими мовами послання та статті. Він уклав словник та граматику мови крі, а також словник і граматику атабаскської мови дене. Його сучасник о. Марсель Бернар склав докладну бібліографію творів о. Валентина Веґревіля, однак місце зберігання самих цих творів невідоме. О. Веґревіль віддав свій час і зусилля служінню у згромадженні отців Облатів, чиїм покливанням є «євангелізувати вбогих».
Ім'ям о. Веґревіля назване одне з міст української спадщини, знамените своєю Веґревільською писанкою — великим пам'ятником у вигляді великоднього яйця. Веґревільська писанка стала настільки впізнаваним символом української культури в Канаді, що канадський уряд щороку випускав спеціальні пам'ятні монети у 2016—2020 роках.